# 콜린 매케드워즈

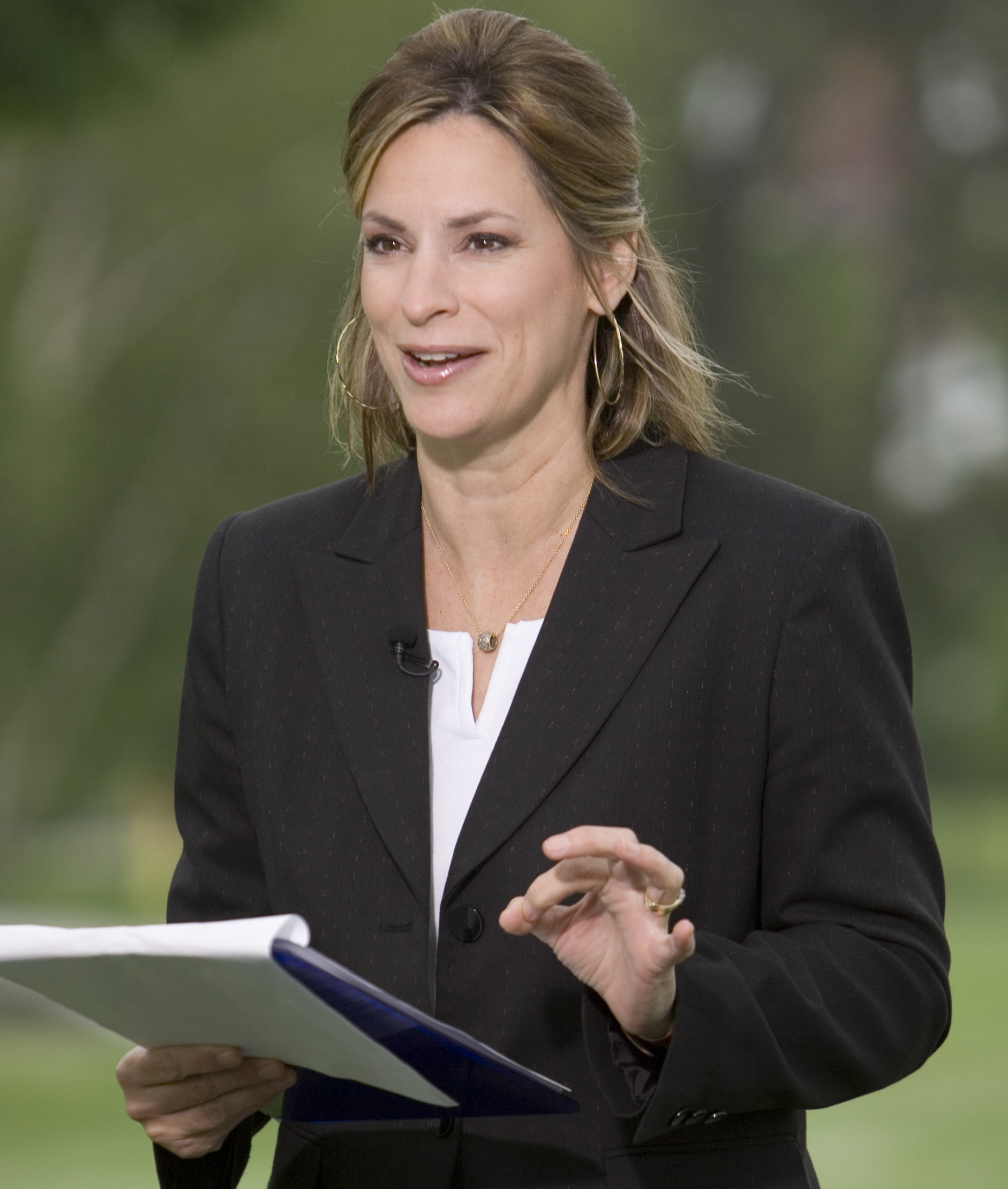

콜린 매케드워즈(Colleen McEdwards)는 캐나다 출신의 CNN 앵커이다.
매케드워즈는 주로 CNN 인터내셔널에서 진행하며 주요 프로그램으로는 월드 뉴스(World News)나 유어 월드 투데이(Your World Today) 등이다. 가끔 CNN USA에서 할 때도 있다. CNN에 입사하기 전에 캐나다 토론토의 CBC에서 선임 기자로 일했었다. CNN의 웹사이트에 나오는 프로필에 따르면 그녀는 선배 앵커로서 후배 언론인들을 교육시키는 역할을 담당한다고 한다. 또한 그녀는 개인 홈 페이지를 운영하고 있다.